# Wilhelm Normann

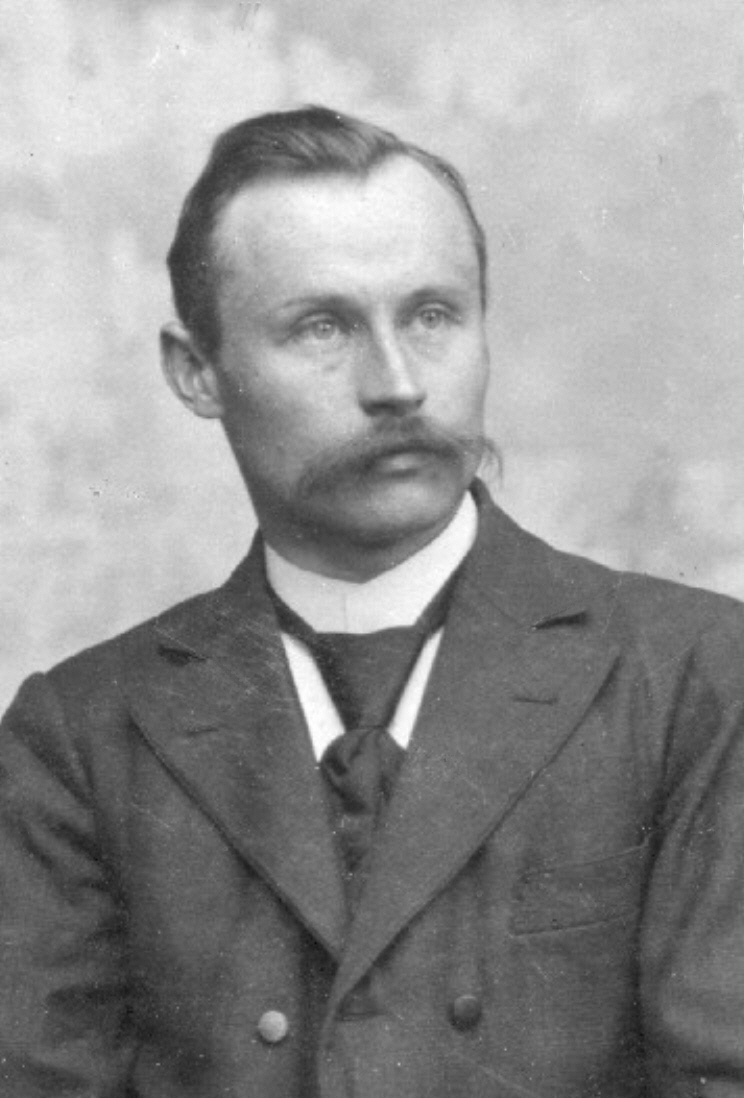
Wilhelm Normann, 1905

Wilhelm Normann (* 16. Januar 1870 in Petershagen; † 1. Mai 1939 in Chemnitz) war Chemiker, Biologe, Geologe und Unternehmer in Herford. Er ist der Erfinder der Fetthärtung und einer der Wegbereiter der großindustriellen Margarineherstellung.

## Leben
Seine Eltern waren Julius Normann, Rektor der Volksschule und Selekta in Petershagen, und Luise Normann, geborene Siveke. Ab dem 31. März 1877 besuchte Normann die Vorschule und ab Ostern die Sexta des Friedrichs-Gymnasiums in Herford. Nachdem sein Vater 1880 eine Lehrerstelle an der städtischen Mittelschule in Bad Kreuznach erhalten hatte, wechselte Wilhelm an das dortige königliche Gymnasium. Mit 18 Jahren ging er mit der Primarreife von der Schule ab.
Wenige Tage nach seinem Schulabgang trat er am 7. April 1888 in die Herforder Maschinenfett und Ölfabrik Leprince & Siveke ein, Firmengründer war Wilhelm Siveke, sein Onkel mütterlicherseits. Nachdem er die Herforder Firma im Hamburger Freihafen zwei Jahre leitete, nahm Normann ein Studium der Chemie am Laboratorium Prof. Fresenius in Wiesbaden auf. Zwischenzeitlich war er für ein halbes Jahr Volontär in der Braunkohleindustrie in Zeitz. Ab April 1892 setzte er sein Studium in der Abteilung Ölprüfung der Königlichen Mechanisch-technischen Versuchsanstalt in Berlin-Charlottenburg unter David Holde fort. Von 1895 bis 1900 studierte er Chemie bei Adolf Claus und Conrad Willgerodt sowie Geologie bei Gustav Steinmann an der Albert-Ludwigs-Universität in Freiburg im Breisgau. Er wurde dort 1900 mit einer Arbeit über Beiträge zur Kenntnis der Reaktion zwischen unterchlorigsauren Salzen und primären aromatischen Aminen promoviert.

## Werk
1901 wurde Normann zum Korrespondenten der geologischen Landesanstalt ernannt. Von 1901 bis 1909 leitete er das Laboratorium und führte seine Untersuchungen über Fette und Öle bei der Firma Leprince & Siveke in Herford fort.
Ebenfalls im Jahre 1901 erfuhr Normann, dass Paul Sabatier einen Artikel veröffentlicht hatte, in dem er behauptete, dass es nur bei verdampfbaren organischen Verbindungen möglich sei, den Wasserstoff katalytisch an leichtflüssige Teeröle anzulagern. Daraufhin forschte Normann selber und konnte die Ansichten von Sabatier widerlegen. Es gelang ihm, flüssige Ölsäure durch katalytische Hydrierung an fein verteiltem Nickel in feste Stearinsäure umzuwandeln. Diese Reaktion war der Vorgänger der Fetthärtung, die Normann am 27. Februar 1901 entdeckte.
Am 14. August 1902 erteilte das Deutsche Reichspatentamt das Patent Nr. 141 029 an die Firma Leprince & Siveke: Verfahren zur Umwandlung ungesättigter Fettsäuren oder deren Glyceride in gesättigte Verbindungen. Am 21. Januar 1903 folgte die Erteilung des britischen Patentes Nr. 1515: Process for Converting Unsaturated Fatty Acids or their Glycerides into Saturated Compounds an Dr. Wilhelm Normann.
Von 1905 bis 1910 baute Normann eine Anlage zur Fetthärtung in der Herforder Firma, parallel dazu wurde die Erfindung in Warrington, England bei der Firma Joseph Crosfield & Sons Ltd. zur Großanlage ausgebaut. Bis zur ersten technischen Herstellung von Hartfett in Warrington dauerte es nur zwei Jahre.
Vom 1. Januar 1911 bis 31. Januar 1922 war Norman wissenschaftlicher Leiter der vom niederländischen Jürgens-Konzern in Emmerich errichteten Ölwerke Germania.
Ab 1917 errichtete Normann die Fetthärtungsanlage und nahm sie auch für die in Indien arbeitende Margarinefabrik SAPA Societe anonyme des grasses, huiles et produits africaines in Antwerpen als Technischer Leiter im Auftrag der Belgischen Kolonialgesellschaft in Betrieb.
Von 1924 bis 1927 war Normann Berater für Fetthärtungsanlagen auch für ausländische Firmen.
Anfang des Jahres 1939 setzte sich Normann zur Ruhe. Seinen Ruhestand konnte er nicht sehr lange genießen. Am 1. Mai 1939 verstarb Wilhelm Normann nach langer Krankheit im Küchwald-Krankenhaus in Chemnitz. Er wurde am 5. Mai 1939 im Familiengrab auf dem Alten Friedhof in Herford beigesetzt.

## Auszeichnungen
- 1922 Liebig-Denkmünze durch den Verein Deutscher Chemiker
- 1939 Antrag zur Verleihung des Ehrendoktors der Naturwissenschaften (Dr. rer. nat. h. c.) durch die Naturwissenschaftliche Fakultät und den Senat der Universität Münster in Westfalen
- 1939 Ehrenmitgliedschaft der Deutschen Gesellschaft für Fettforschung (heute Deutsche Gesellschaft für Fettwissenschaft, DGF), Münster (damaliger Präsident: Hans Paul Kaufmann).

In Erinnerung an den Erfinder der Fetthärtung stiftete die DGF 1940 die Wilhelm-Normann-Medaille und verleiht sie in unregelmäßigen Abständen.
Normann ist auch Namensgeber des Wilhelm-Normann-Berufskollegs in Herford. Zudem trägt Mount Normann seinen Namen, ein Berg auf der Insel Südgeorgien im Südatlantik.